# An Ideal for Living
An Ideal for Living är Joy Divisions debut-EP från 1978. Skivan släpptes kort efter att bandet genomgått ett namnbyte från det tidigare namnet Warsaw. Skivans sound förhöll sig mer till den ortodoxa punken än till bandets senare övergång till traditionell postpunk. Märkbart är Ian Curtis sångröst som är ljusare än vanligt och mer skränig.

## Låtlista
EP:n innehöll 4 låtar, alla skrivna av bandmedlemmarna tillsammans. 
1. "Warsaw" – 2:26
2. "No Love Lost" – 3:42
3. "Leaders of Men" – 2:34
4. "Failures" – 3:44